# كمبار
الكمبار (باللاتينية: Trachomitum) جنس نباتي من الفصيلة الدفلية من رتبة الجنطيانيات. يضم عشرة أنواع لم يحسم أمرها بعد.

## من أنواعهالواطنةفيالوطن العربي
- الكمبار الأزرق (باللاتينية: Trachomitum venetum) في بلاد الشام وتركيا والبلقان وإيطاليا